# عاشقان (تشناران)
عاشقان (بالفارسية: عاشقان) هي مستوطنة تقع في قسم غلمكان الريفي (مقاطعة تشناران) في إيران.